# Berberis burmanica
Berberis burmanica är en berberisväxtart som beskrevs av Ahrendt. Berberis burmanica ingår i släktet berberisar, och familjen berberisväxter. Inga underarter finns listade i Catalogue of Life.